# James Calado
James John Calado (Cropthorne, Worcestershire, 13 de junio de 1989) es un piloto de automovilismo británico. Fue subcampeón de GP3 Series en 2011 y tercero de GP2 Series en 2013 como piloto reserva del equipo Force India en Fórmula 1. Desde 2014 disputa el Campeonato Mundial de Resistencia con el equipo Ferrari AF Corse, resultando campeón en 2017, 2021 y 2022 en la clase LMGTE Pro. Ha sido vencedor de las 24 Horas de Le Mans en 2019 y 2022 en LMGTE, y absoluto en 2023 con el Ferrari 499P Hypercar.
Además, corrió en Fórmula E con Jaguar Racing en la temporada 2019-20 y fue piloto de pruebas en Fórmula 1.

## Carrera deportiva

### Karting
Calado ha tenido una carrera de karting extensa, comenzó a nivel de cadetes en 1999. Después de ser miembro en 2000, ganó el campeonato de Inglaterra cadete Inter-Equipo de las Naciones, Calado ganó el Campeonato Británico de Cadetes en 2001, y también terminó segundo por detrás de Daniel Rowbottom en la serie Cadet Super 1, perdiendo por trece puntos. En 2002, Calado se acercó a Juniors TKM, terminando quinto en el campeonato Super 1. En 2003 Calado concursó en las series paneuropeas por primera vez, condujo un kart Gillard de la AP Racing Team en la clase ICA Junior. Acabó segundo por detrás de Nicholas Risitano en el Campeonato de Europa, superando a los futuros pilotos de Fórmula 1 Sébastien Buemi y Jaime Alguersuari.
Se trasladó a Tony Kart para la temporada 2004, y terminó entre los tres primeros del Campeonato de Europa, esta vez de detrás de Stefano Coletti y Jules Bianchi. También terminó quinto en el Trofeo Andrea Margutti, y el noveno en el Open Masters italiano. Subió a la ICA en 2005, y ganó el Campeonato de Europa por delante de su futuro compañero de equipo Jean-Éric Vergne, también terminó segundo por detrás de Armando Parente en el Open Masters italiano. Luego regresó al Reino Unido de impugnar la Liga Elite Renault en la clase Súper Libre, finalizando séptimo en el campeonato.
Calado se trasladó a la máxima categoría del karting internacional, en 2006, entrando en la clase Fórmula A. Sexto en el Open Masters italiano, Calado fue a Macao para el Gran Premio Internacional de Kart, donde terminó en segunda posición por detrás de  Michael Christensen. Su última temporada de karting, fue en 2007 y logró un tercer puesto en el Trofeo Margutti.

### Fórmula Renault y Fórmula 3
Se mudó al británico de Fórmula Renault para la temporada de 2008, con la escudería Fortec Motorsport. Sin previo experiencia en los monoplazas, Calado se colocó en la Copa de Postgrado para el primer año de los conductores. Calado terminó segundo por detrás de Dean Stoneman en el campeonato, y terminó séptimo en el campeonato. Ese mismo año ganó 2 carreras de la Renault NEC.

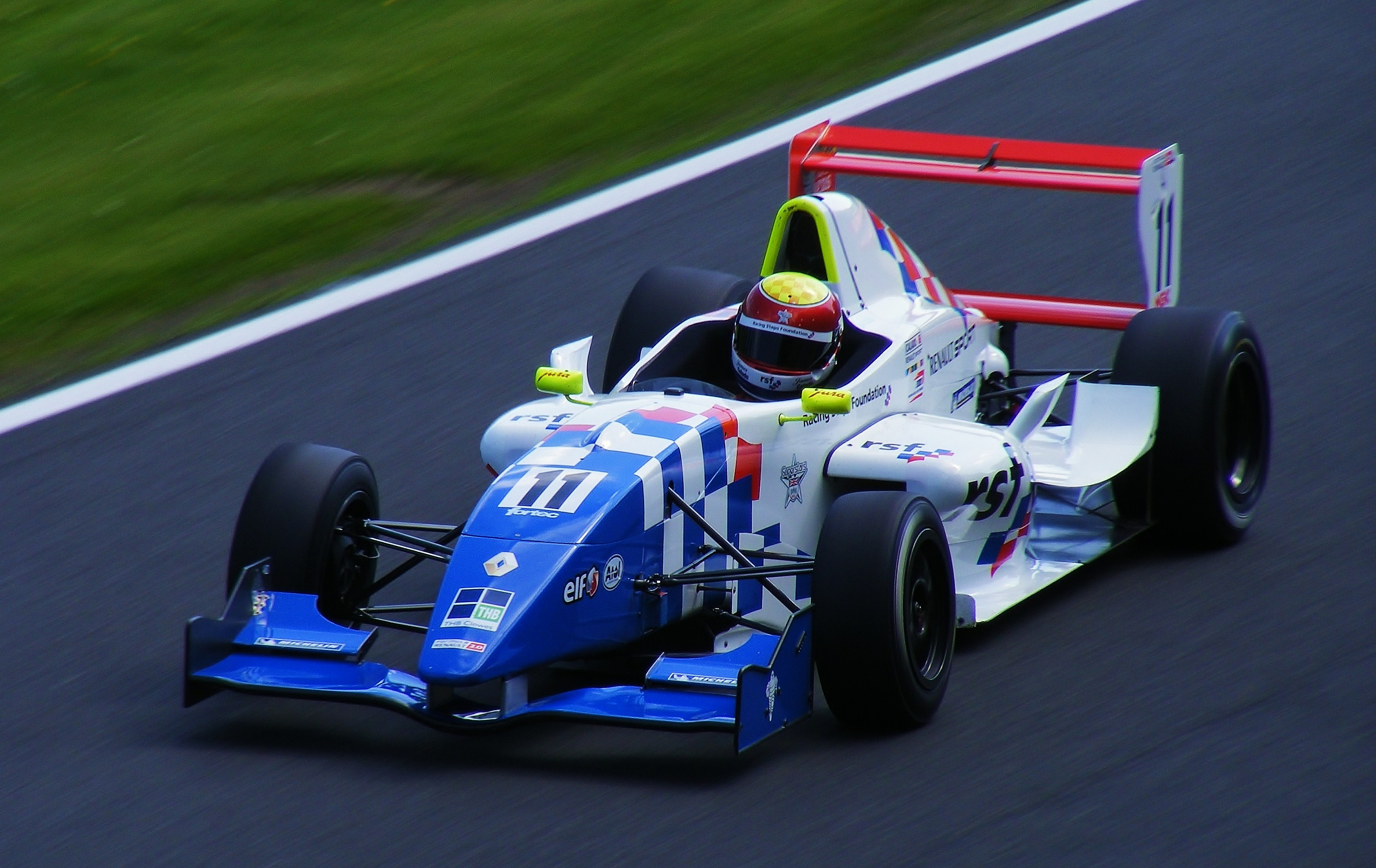
Calado compitiendo durante la temporada 2009 de FR UK en Oulton Park.

Continuó en la serie británica de la temporada 2009, siguiendo con Fortec para su campaña de segundo año.  Terminó décimo séptimo en el campeonato, acumulando diez puntos de un quinto en Barcelona y un séptimo en Spa.
Calado pasó a la Fórmula 3 Británica para la temporada 2010, como parte de un seis coches lucha por el título de Carlin. 

### GP3 Series y GP2 Series
Para 2011 disputa la GP3 Series logrando finalizar subcampeón por detrás de su compañero de equipo de ART Grand Prix, Valtteri Bottas. También, en 2011, disputa la doble fecha no puntuable de la GP2 de Yas Marina, Abu Dhabi, ganando la carrera corta. 
En 2012, se une al equipo Lotus GP para disputar toda al temporada de la GP2 Series; logró dos victorias, siete podios y dos poles para terminar quinto en el campeonato. En 2013, ahora con el equipo Lotus GP renombrado a ART Grand Prix, ganó las carrera cortas de Spa-Francorchamps y Abu Dhabi, y logró tres segundos puestos, dos terceros. En combinación con otros nueve arribos entre los diez primeros, terminó tercero en el campeonato.

### Pruebas en Fórmula 1
Participó en cinco sesiones de entrenamientos libres de Fórmula 1 con el equipo Force India F1 Team, en la temporada 2013. Había probado por primera vez un monoplaza de F1 en julio de ese año, durante pruebas de jóvenes pilotos.

### Resistencia y Fórmula E
En 2014, Calado abandonó los monoplazas para iniciar su carrera en gran turismos. Debutó con el equipo AF Corse en la clase LMGTE Pro, con un Ferrari 458 Italia GT2, del Campeonato Mundial de Resistencia (WEC), logrando cinco podios.
En 2015, continuó en AF Corse. Acompañado de Davide Rigon, resultó segundo en las 24 Horas de Le Mans y fue tercero en cuatro carreras en su clase, por lo que culminó quinto en el campeonato. En 2016, Calado formando dupla con Gianmaria Bruni cosechó una victoria y siete podios en una Ferrari 488 GTE Evo. A pesar de resultar quintos el campeonato de pilotos GT, ayudó para Ferrari obtenga el título de marcas. Además, el piloto británico participó de las 24 Horas de Le Mans y de la Petit Le Mans, con una Ferrari 488 de SMP, logrando la victoria en la clase GT Le Mans en la última carrera.
En 2017, se mantuvo como piloto de Ferrari a tiempo completo para el WEC en LMGTE Pro, logrando el título mundial de la categoría junto a Alessandro Pier Guidi. También disputó las dos primera carreras del WeatherTech SportsCar Championship junto a Rizi Competizione, en donde, junto a Giancarlo Fisichella y Vilander, acabaron terceros en Daytona y Sebring. Su último programa fue la Blancpain Endurance Series con el equipo Kaspersky Motorsport, en donde, junto a Fisichella y Cioci, acabaron en la séptima posición.

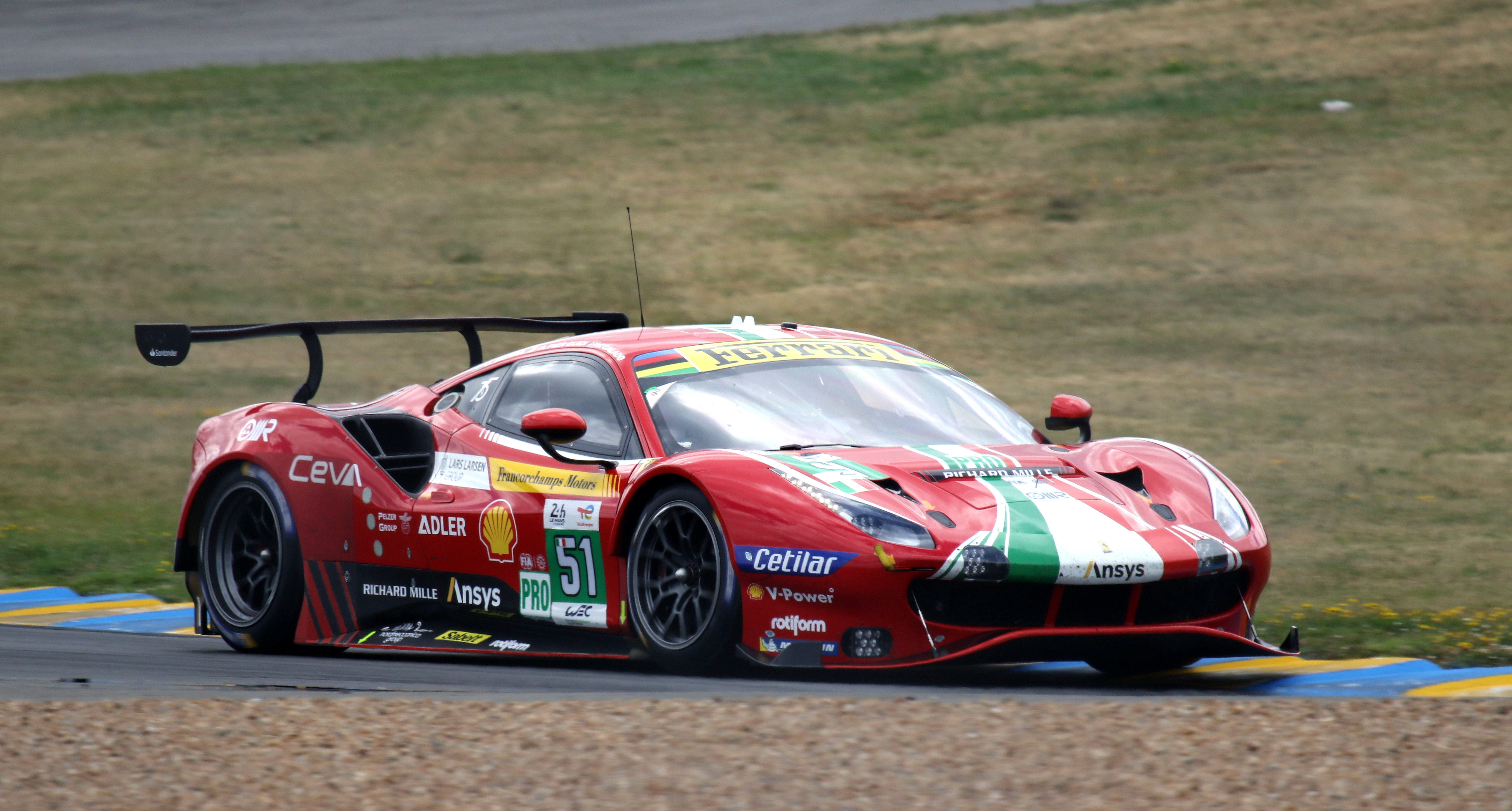
Ferrari 488 GTE Evo de Pier Guidi, Serra y Calado en Le Mans 2022.

Tuvo un breve paso por la Fórmula E de la mano del equipo Jaguar Racing en 2019. Participó en nueve de las once carreras, logrando sumar puntos en dos oportunidades.
En 2019 y 2021, Calado logró la victoria en LMGTE Pro en las 24 Horas de Le Mans, junto a Pier Guidi y Daniel Serra primero y Pier Guidi y Côme Ledogar luego. Tanto en 2021 como en 2022, el británico ganó el campeonato de LMGTE Pro junto a su habitual compañero Pier Guidi.
En 2023, Ferrari dio el salto a la clase mayor del WEC con su nuevo Ferrari 499P y confió en la dupla para conducir uno de ellos junto al ex Fórmula 1 Antonio Giovinazzi. Ese mismo año, lograron una victoria histórica en las 24 Horas de Le Mans.

## Resultados

### GP3 Series
(Clave) (negrita indica pole position) (cursiva indica vuelta rápida puntuable)

| Año  | Escudería | 1   | 1   | 2   | 2   | 3   | 3   | 4   | 4   | 5   | 5   | 6   | 6   | 7   | 7   | 8   | 8   | Pos. | Puntos | Ref.   |
| ---- | --------- | --- | --- | --- | --- | --- | --- | --- | --- | --- | --- | --- | --- | --- | --- | --- | --- | ---- | ------ | ------ |
| 2011 | Lotus ART | EST | EST | BAR | BAR | VAL | VAL | SIL | SIL | NÜR | NÜR | BUD | BUD | SPA | SPA | MNZ | MNZ | 2.º  | 55     | [ 11 ] |
| 2011 | Lotus ART | 17  | 13  | 2   | 21  | 8   | 1   | 6   | 5   | 4   | 6   | 25  | 3   | 2   | 2   | 2   | 14  | 2.º  | 55     | [ 11 ] |

### GP2 Series
(Clave) (negrita indica pole position) (cursiva indica vuelta rápida puntuable)

| Año  | Escudería      | 1   | 1   | 2   | 2   | 3   | 3   | 4   | 4   | 5   | 5   | 6   | 6   | 7   | 7   | 8   | 8   | 9   | 9   | 10  | 10  | 11  | 11  | 12  | 12  | Pos. | Puntos | Ref.   |
| ---- | -------------- | --- | --- | --- | --- | --- | --- | --- | --- | --- | --- | --- | --- | --- | --- | --- | --- | --- | --- | --- | --- | --- | --- | --- | --- | ---- | ------ | ------ |
| 2012 | Lotus GP       | KUA | KUA | SAK | SAK | SAK | SAK | BAR | BAR | MON | MON | VAL | VAL | SIL | SIL | HOC | HOC | BUD | BUD | SPA | SPA | MNZ | MNZ | SIN | SIN | 5.º  | 160    | [ 12 ] |
| 2012 | Lotus GP       | 8   | 1   | 5   | 3   | 16  | 12  | 2   | 4   | 7   | Ret | 8   | 2   | Ret | 20† | 8   | 1   | 4   | 6   | 2   | 3   | 12  | 14  | Ret | 10  | 5.º  | 160    | [ 12 ] |
| 2013 | ART Grand Prix | KUA | KUA | SAK | SAK | BAR | BAR | MON | MON | SIL | SIL | NÜR | NÜR | BUD | BUD | SPA | SPA | MNZ | MNZ | SIN | SIN | YMC | YMC |     |     | 3.º  | 157    | [ 13 ] |
| 2013 | ART Grand Prix | 2   | Ret | 12  | 5   | Ret | 11  | 5   | 5   | 9   | 3   | 2   | 2   | 9   | 6   | 8   | 1   | 6   | 26  | 3   | 20  | 6   | 1   |     |     | 3.º  | 157    | [ 13 ] |

### Fórmula 1
| Año     | Escudería                  | 1   | 2   | 3   | 4   | 5   | 6   | 7   | 8   | 9   | 10  | 11  | 12     | 13  | 14     | 15  | 16     | 17     | 18  | 19     | Pos. | Puntos |
| ------- | -------------------------- | --- | --- | --- | --- | --- | --- | --- | --- | --- | --- | --- | ------ | --- | ------ | --- | ------ | ------ | --- | ------ | ---- | ------ |
| 2013    | Sahara Force India F1 Team | AUS | MYS | CHN | BHR | ESP | MON | CAN | GBR | GER | HUN | BEL | ITA TD | SIN | RCO TD | JPN | IND TD | ABU TD | USA | BRA TD |      |        |
| Fuente: |                            |     |     |     |     |     |     |     |     |     |     |     |        |     |        |     |        |        |     |        |      |        |

### Campeonato Mundial de Resistencia de la FIA
(Clave) (negrita indica pole position) (cursiva indica vuelta rápida)

| Año     | Escudería | Clase     | Automóvil              | 1   | 2   | 3   | 4   | 5   | 6   | 7   | 8   | 9   | Pos. | Puntos | Ref.   |
| ------- | --------- | --------- | ---------------------- | --- | --- | --- | --- | --- | --- | --- | --- | --- | ---- | ------ | ------ |
| 2014    | AF Corse  | LMGTE Pro | Ferrari 458 Italia GT2 | SIL | SPA | LMS | COA | FUJ | SHA | BHR | SÃO |     | 7.º  | 94     | [ 14 ] |
| 2014    | AF Corse  | LMGTE Pro | Ferrari 458 Italia GT2 | 5   | 3   | WD  | 7   | 2   | 3   | 3   | 3   |     | 7.º  | 94     | [ 14 ] |
| 2015    | AF Corse  | LMGTE Pro | Ferrari 458 Italia GT2 | SIL | SPA | LMS | NÜR | COA | FUJ | SHA | BHR |     | 4.º  | 123    | [ 15 ] |
| 2015    | AF Corse  | LMGTE Pro | Ferrari 458 Italia GT2 | 3   | 7   | 2   | 3   | 3   | 3   | 4   | 6   |     | 4.º  | 123    | [ 15 ] |
| 2016    | AF Corse  | LMGTE Pro | Ferrari 488 GTE        | SIL | SPA | LMS | NÜR | MEX | COA | FUJ | SHA | BHR | 3.º  | 128    | [ 16 ] |
| 2016    | AF Corse  | LMGTE Pro | Ferrari 488 GTE        | 2   | Ret | Ret | 1   | 2   | 2   | 3   | 3   | 2   | 3.º  | 128    | [ 16 ] |
| 2017    | AF Corse  | LMGTE Pro | Ferrari 488 GTE        | SIL | SPA | LMS | NÜR | MEX | COA | FUJ | SHA | BHR | 1.º  | 153    | [ 17 ] |
| 2017    | AF Corse  | LMGTE Pro | Ferrari 488 GTE        | 2   | 2   | 14  | 1   | 6   | 1   | 1   | 3   | 2   | 1.º  | 153    | [ 17 ] |
| 2018-19 | AF Corse  | LMGTE Pro | Ferrari 488 GTE        | SPA | LMS | SIL | FUJ | SHA | SEB | SPA | LMS |     | 2.º  | 136,5  | [ 18 ] |
| 2018-19 | AF Corse  | LMGTE Pro | Ferrari 488 GTE        | 15  | 4   | 1   | 4   | 5   | 4   | 2   | 1   |     | 2.º  | 136,5  | [ 18 ] |
| 2019-20 | AF Corse  | LMGTE Pro | Ferrari 488 GTE EVO    | SIL | FUJ | SHA | BHR | COA | SPA | LMS | BHR |     | 5.º  | 132    | [ 19 ] |
| 2019-20 | AF Corse  | LMGTE Pro | Ferrari 488 GTE EVO    | 4   | 4   | 1   | 4   | 3   | 4   | 2   | 12  |     | 5.º  | 132    | [ 19 ] |

### 24 Horas de Le Mans
| Año     | Equipo             | Copilotos                                | Automóvil              | Clase    | Vueltas | Pos. | Pos. Clase |
| ------- | ------------------ | ---------------------------------------- | ---------------------- | -------- | ------- | ---- | ---------- |
| 2015    | AF Corse           | Davide Rigon Olivier Beretta             | Ferrari 458 Italia GT2 | GTE Pro  | 332     | 21.º | 2.º        |
| 2016    | AF Corse           | Gianmaria Bruni Alessandro Pier Guidi    | Ferrari 488 GTE        | GTE Pro  | 179     | DNF  | DNF        |
| 2017    | AF Corse           | Alessandro Pier Guidi Michele Rugolo     | Ferrari 488 GTE        | GTE Pro  | 312     | 46.º | 11.º       |
| 2018    | AF Corse           | Alessandro Pier Guidi Daniel Serra       | Ferrari 488 GTE Evo    | GTE Pro  | 339     | 22.º | 7.º        |
| 2019    | AF Corse           | Alessandro Pier Guidi Daniel Serra       | Ferrari 488 GTE Evo    | GTE Pro  | 342     | 20.º | 1.º        |
| 2020    | AF Corse           | Alessandro Pier Guidi Daniel Serra       | Ferrari 488 GTE Evo    | GTE Pro  | 346     | 21.º | 2.º        |
| 2021    | AF Corse           | Alessandro Pier Guidi Côme Ledogar       | Ferrari 488 GTE Evo    | GTE Pro  | 345     | 20.º | 1.º        |
| 2022    | AF Corse           | Alessandro Pier Guidi Daniel Serra       | Ferrari 488 GTE Evo    | GTE Pro  | 350     | 29.º | 2.º        |
| 2023    | Ferrari - AF Corse | Antonio Giovinazzi Alessandro Pier Guidi | Ferrari 499P           | Hypercar | 342     | 1.º  | 1.º        |
| 2024    | Ferrari - AF Corse | Antonio Giovinazzi Alessandro Pier Guidi | Ferrari 499P           | Hypercar | 311     | 3.º  | 3.º        |
| 2025    | Ferrari - AF Corse | Antonio Giovinazzi Alessandro Pier Guidi | Ferrari 499P           | Hypercar | 387     | 3.º  | 3.º        |
| Fuente: |                    |                                          |                        |          |         |      |            |

### Fórmula E
(Clave) (negrita indica pole position) (cursiva indica vuelta rápida)

| Año     | Escudería               | 1   | 1   | 2   | 3   | 4   | 5   | 5   | 6   | 6   | 7   | 7   | Pos. | Puntos | Ref.  |
| ------- | ----------------------- | --- | --- | --- | --- | --- | --- | --- | --- | --- | --- | --- | ---- | ------ | ----- |
| 2019-20 | Panasonic Jaguar Racing | DIR | DIR | SAN | MEX | MAR | BER | BER | BER | BER | BER | BER | 19.º | 10     | [ 6 ] |
| 2019-20 | Panasonic Jaguar Racing | 16  | 7   | 8   | DSQ | 16  | 15  | 20  | Ret | 17  |     |     | 19.º | 10     | [ 6 ] |